# Onnens VD
| VD ist das Kürzel für den Kanton Waadt in der Schweiz. Es wird verwendet, um Verwechslungen mit anderen Einträgen des Namens Onnens zu vermeiden. |

Onnens ist eine politische Gemeinde im Distrikt Jura-Nord vaudois des Kantons Waadt in der Schweiz.

## Geographie

Luftbild (1949)

Onnens liegt auf 477 m ü. M. am Jurasüdfuss, 7 km nordöstlich der Bezirkshauptstadt Yverdon-les-Bains (Luftlinie). Das Dorf befindet sich auf einer Anhöhe über dem Westufer des Neuenburgersees.
Die Fläche des 5,1 km² grossen Gemeindegebiets umfasst einen schmalen Abschnitt vom Ufer des Neuenburgersees bis auf die erste Jurakette. Der flache, etwa 1,5 km lange Uferrandstreifen ist von Wald bedeckt, in dem viele Freizeithäuser errichtet wurden. Der Uferwald liegt im Landschaftsschutzgebiet Grèves vaudoises de la rive gauche du lac de Neuchâtel, das im Bundesinventar der Landschaften und Naturdenkmäler von nationaler Bedeutung (BLN) aufgeführt ist. Nordwestlich davon liegen die offenen Terrasse von Onnens mit weiten Landwirtschaftsflächen. Darüber folgt der steile ansteigende, mehrheitlich dicht bewaldete Jurahang (Bois de Chênes und Bois de Vullierens) bis knapp unterhalb des Mont Aubert, wo mit 1300 m ü. M. der höchste Punkt der Gemeinde liegt. Im unteren Bereich des Berghangs befindet sich das Naturschutzgebiet Chassagne, das ebenfalls als BLN-Landschaft geschützt ist. Von der Gemeindefläche entfielen 1997 7 % auf Siedlungen, 49 % auf Wald und Gehölze und 44 % auf Landwirtschaft.
Zu Onnens gehören einige Einzelhöfe am Jurafuss und am Berghang. Nachbargemeinden von Onnens sind Bonvillars und Corcelles-près-Concise.

## Bevölkerung
Mit 498 Einwohnern (Stand 31. Dezember 2023) gehört Onnens zu den kleinen Gemeinden des Kantons Waadt. Von den Bewohnern sind 89,2 % französischsprachig, 4,5 % deutschsprachig und 2,0 % portugiesischsprachig (Stand 2000). Die Bevölkerungszahl von Onnens belief sich 1900 auf 341 Einwohner, hat danach aber bis 1970 auf 223 Einwohner abgenommen. Seither wurde wieder ein deutlicher Bevölkerungsanstieg verzeichnet.

## Wirtschaft
Onnens war bis in die zweite Hälfte des 20. Jahrhunderts ein hauptsächlich durch die Landwirtschaft geprägtes Dorf. Dank der fruchtbaren Böden am Jurafuss hat der Ackerbau heute noch grosse Bedeutung. An den optimal zur Sonne exponierten Hängen wachsen Reben. Weitere Arbeitsplätze gibt es im lokalen Kleingewerbe.
Auf der Gemeindegrenze zwischen Onnens und Bonvillars stehen 1973 errichtete riesige Lagerhäuser der Fabriques de tabacs réunies SA (Philipp Morris). 2014 verkaufte das Tabakunternehmen den Industriekomplex an die Immobilienfirma Procimmo, die einen grossen Teil der Lagerhäuser 2019 an den Sportartikelhändler Decathlon vermietete. In den letzten Jahrzehnten hat sich Onnens zu einer Wohngemeinde entwickelt.
Zahlreiche Erwerbstätige von Onnens sind Wegpendler, die vor allem in Yverdon arbeiten.

## Verkehr
Die Gemeinde ist verkehrsmässig gut erschlossen. Sie liegt an der Hauptstrasse 5 von Neuchâtel nach Yverdon. Mit der Eröffnung der Autobahn A5 (Yverdon-Neuchâtel) im Mai 2005 erfuhr der Ort eine spürbare Verkehrsentlastung. Der nächste Anschluss an die Autobahn, welche das Gemeindegebiet durchquert und nahe bei der Ortschaft durch einen Tunnel führt, befindet sich rund 3 km vom Ortskern entfernt. Am 7. November 1859 wurde die Eisenbahnlinie von Yverdon nach Neuchâtel eingeweiht, der Bahnhof Onnens-Bonvillars liegt an der Gemeindegrenze. Dem regionalen öffentlichen Verkehr dient die Buslinie von Yverdon nach Gorgier.

## Geschichte
Schon während der Jungsteinzeit und der Bronzezeit war das Gemeindegebiet von Onnens besiedelt, was durch die Funde von Resten von Pfahlbauten am Seeufer sowie den Menhir de la Vernette, die "Vier Menhire" und den Dolmen von Praz Berthoud nordwestlich des Ortes bezeugt wird. Weitere Siedlungsspuren wurden aus der Hallstattzeit und Römerzeit gefunden.
Die erste urkundliche Erwähnung des Ortes erfolgte 1228 unter dem Namen Unens, dessen Herkunft auf Personennamen wie Una oder Oni zurückzuführen ist. Seit dem Mittelalter gehörte Onnens zur Herrschaft Grandson. Nach 1476 wurde Grandson eine Vogtei unter der gemeinen Herrschaft von Bern und Freiburg. Nach dem Zusammenbruch des Ancien Régime gehörte Onnens von 1798 bis 1803 während der Helvetik zum Kanton Léman, der anschliessend mit der Inkraftsetzung der Mediationsverfassung im Kanton Waadt aufging.

## Sehenswürdigkeiten
Der heutige Bau der reformierten Kirche Saint-Martin stammt von 1722. Der Vorgängerbau dieser Kirche gehörte seit dem 14. Jahrhundert dem Kartäuserkloster La Lance bei Concise. Der gotische Chor blieb beim Neubau erhalten und wurde in die Kirche integriert. Er zeigt bedeutende Wandmalereien aus dem 14. Jahrhundert. Im alten Ortskern des Weinbauerndorfes sind einige charakteristische Bauernhäuser des 18. und 19. Jahrhunderts erhalten.

## Bildgalerie

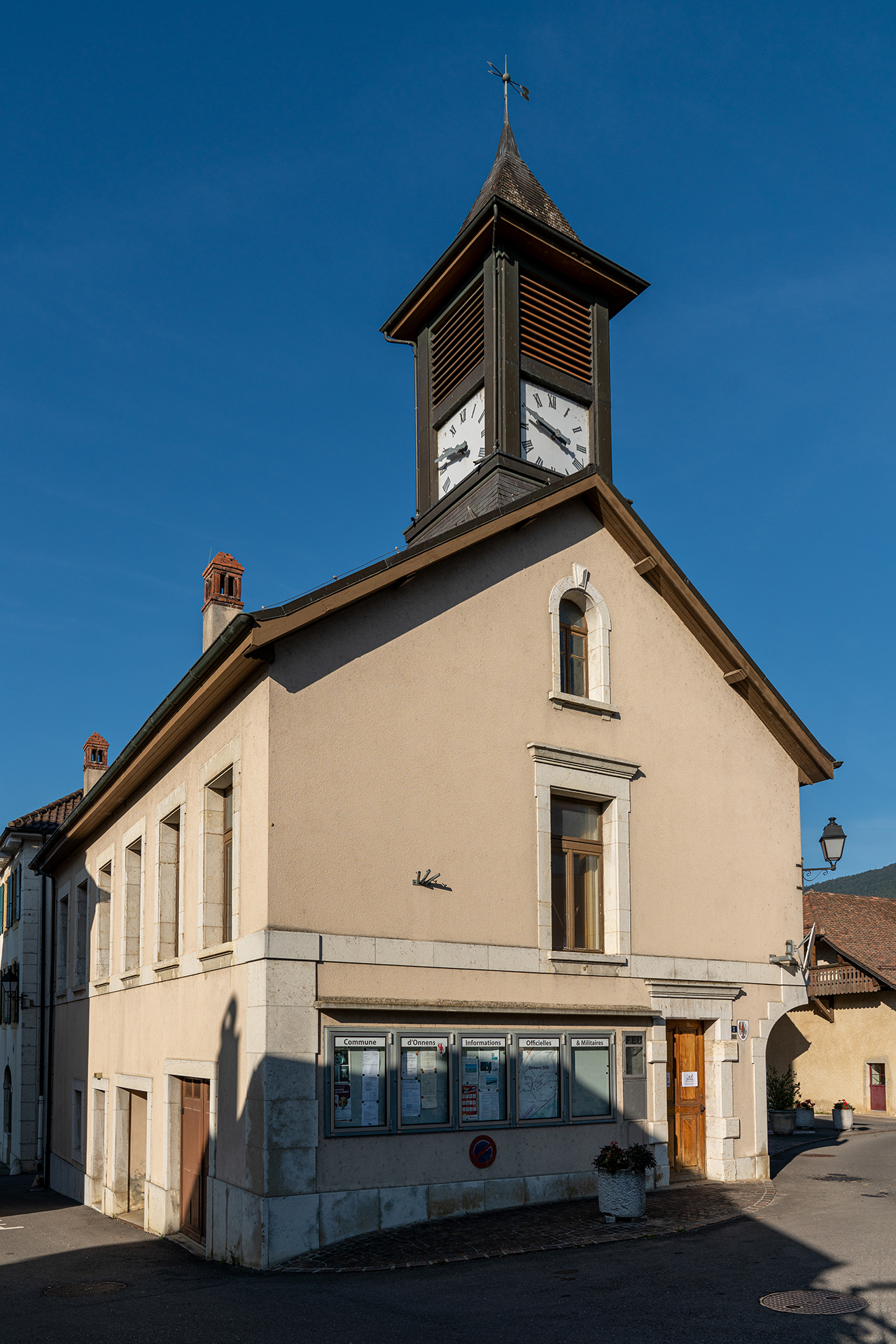
Schulhaus
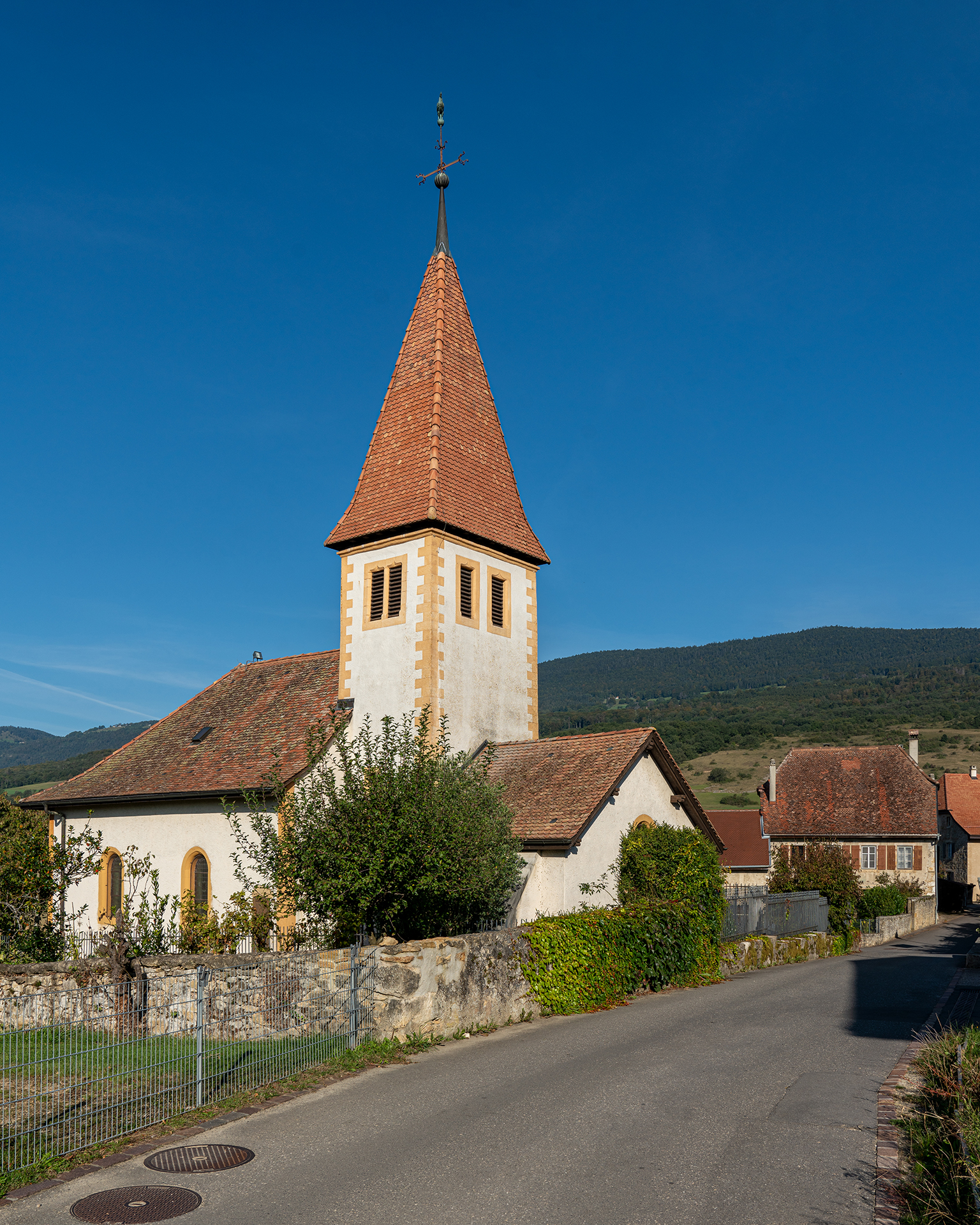
Kirche
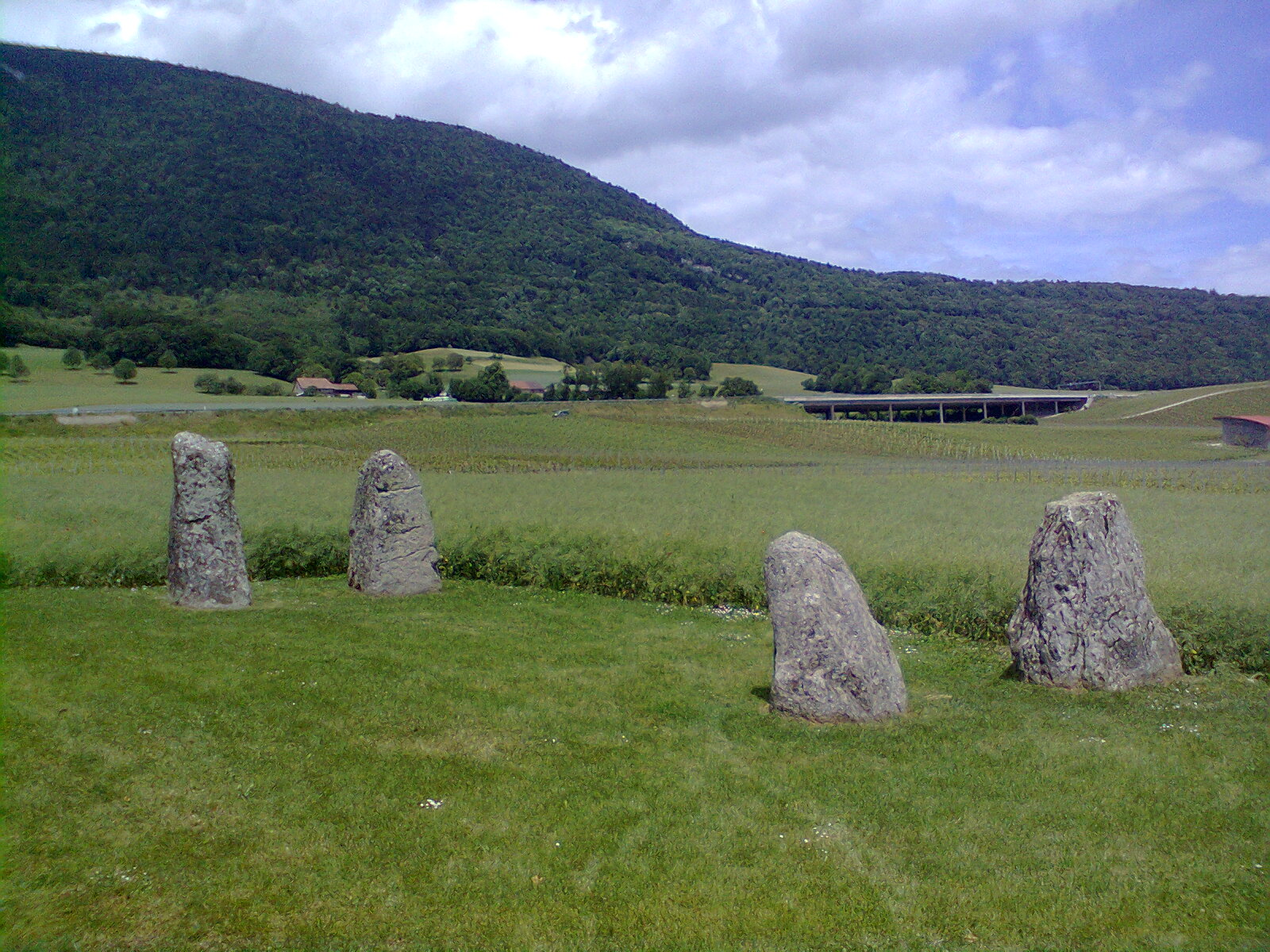
Die "Vier Menhire"
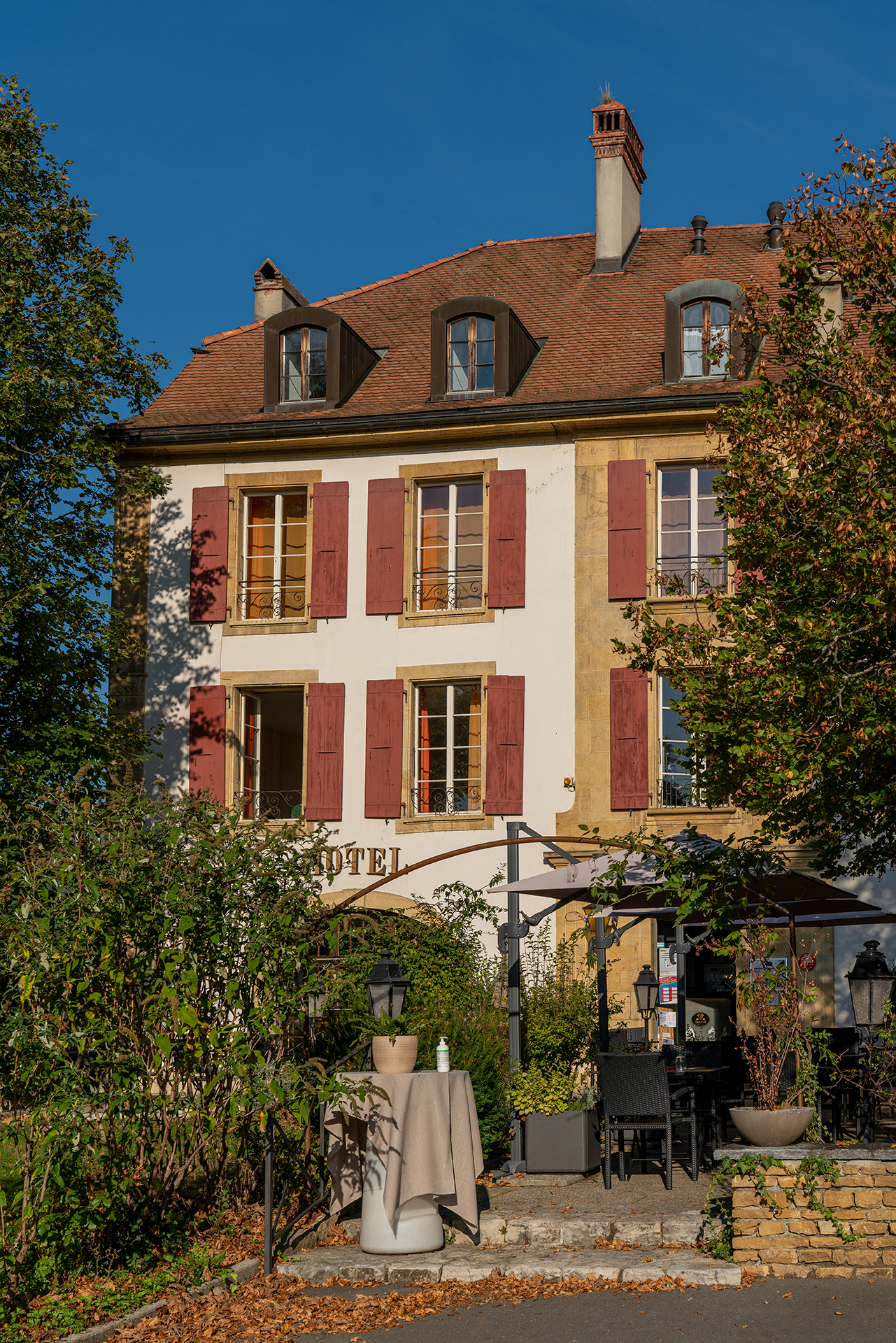
Restaurant
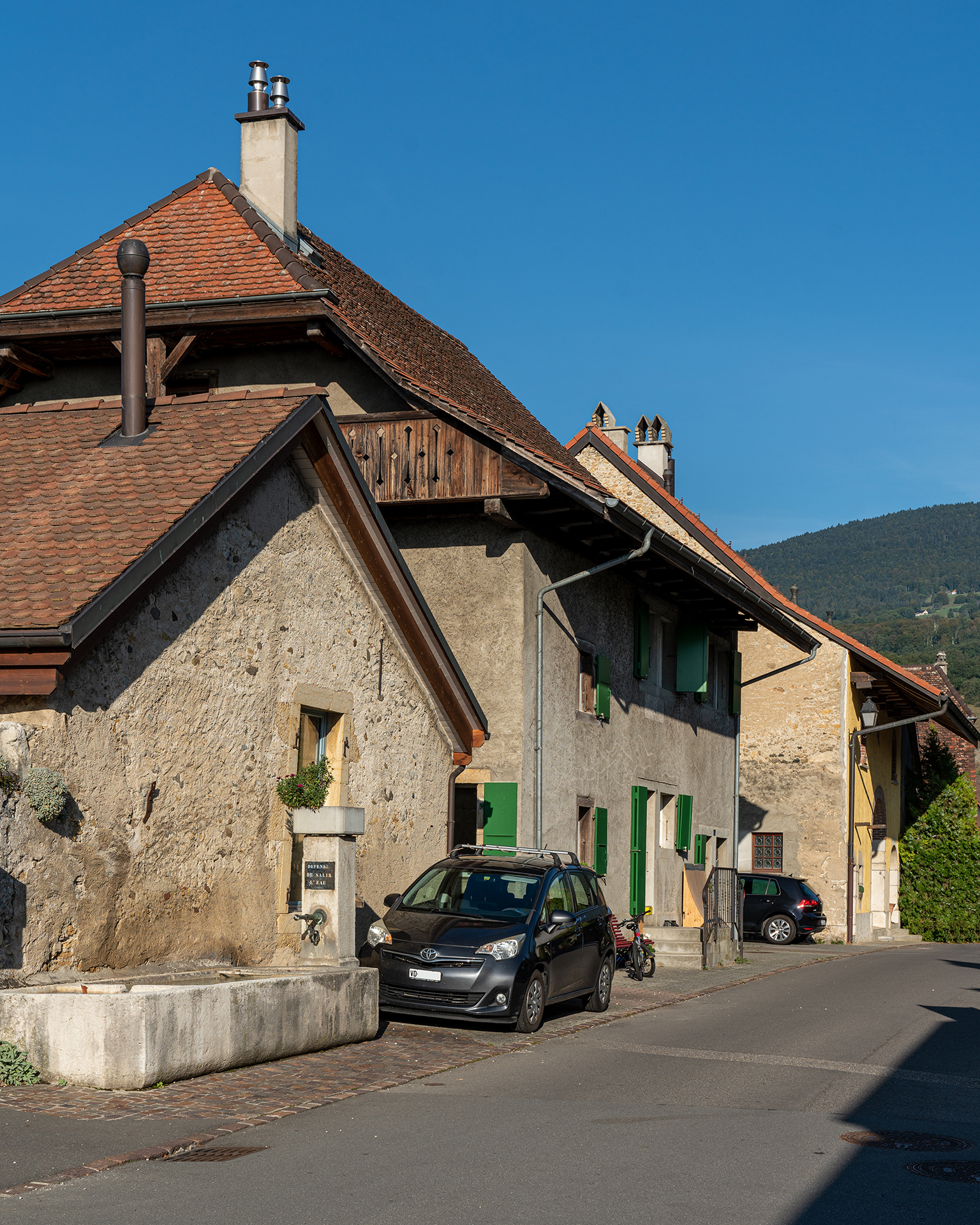
Rue des Fontaines
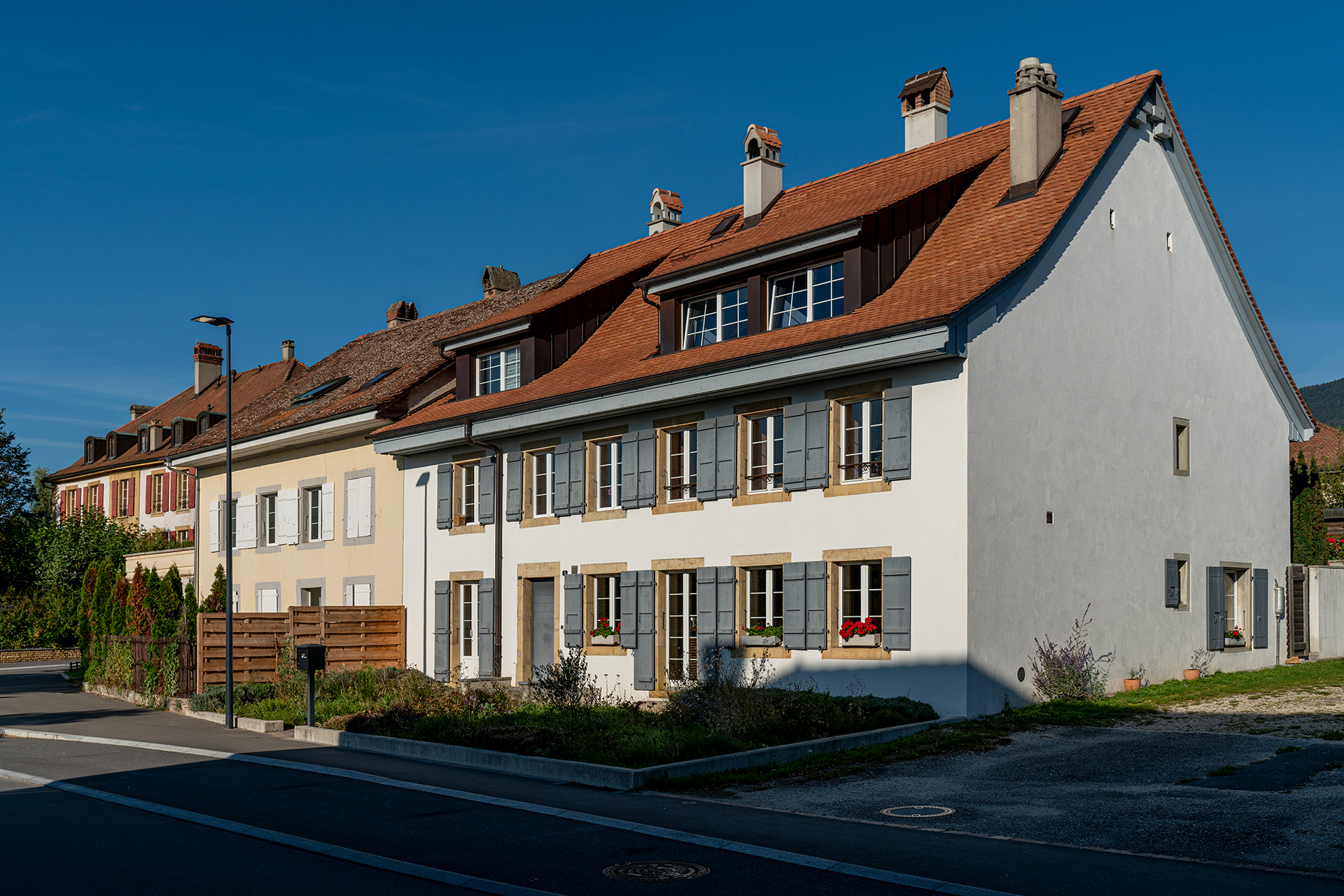
Rue Cantonale